# El otro barrio (película de 2000)
El otro barrio es una película española dirigida por Salvador García Ruiz.

## Argumento
Ramón Fortuna, huérfano de padre, es un muchacho de quince años normal y corriente, vive con su madre y con su hermana en un sencillo piso en el barrio de Vallecas (popular barrio obrero de Madrid). Una tarde que está solo en casa invita a su amigo Valentín quien invita a su novia, Jessi, y van a ver una película. Cuando Ramón intenta abrir una lata de conservas sin querer le desgarra el cuello a su amigo con la tapa y este pierde el conocimiento. Jessi, histérica, se asoma al balcón y cae al vacío precipitándose sobre la vecina del segundo, quién muere en el acto. Ramón intenta escapar de esa horrible escena pero se encuentra con el gordo de enfrente(vecino) y lo agarra Ramón asustado le da un codazo en sus partes y se cae al suelo por el dolor, se queda en el borde de las escalera y Ramón aprovecha y lo empuja. A Ramón lo internan en un colegio con otros niños con problemas y conoce a su mejor amigo y compañero de habitación Aníbal. Su abogado es un antiguo amigo de la familia, Marcelo, quien lleva a cabo ese caso solo por echarles una mano, aunque, para este, volver al barrio donde nació signifique enfrentarse con un pasado que prefiere olvidar, un amor perdido en el tiempo y el descubrimiento de un secreto que debe salir a la luz. Marcelo quien es el hijo de Roman, acaba de mudarse de Barcelona con su esposa y su hijo de un año. Cuando se recupera su amigo Valentín declara que fue un accidente y no lo hizo a propósito. Ramón queda inocente pero todavía sigue en el colegio porque no quiere volver a su casa. Pasan las navidades con su amigo Aníbal y los otros internos. Después se entera de que su madre es en realidad Gloria y no es su hermana como le habían hecho creer. Más tarde se entera por el fantasma de su abuelo que su padre es Marcelo.

## Reparto
| Intérprete         | Personaje  |
| ------------------ | ---------- |
| Álex Casanovas     | Marcelo    |
| Jorge Alcázar      | Ramón      |
| Alberto Ferreiro   | Aníbal     |
| Pepa Pedroche      | Gloria     |
| Empar Ferrer       | Madre      |
| Mónica López       | Sara       |
| Guillermo Toledo   | Vicente    |
| Joaquín Climent    | Padre      |
| Ana Lucía Billate  |            |
| Rocío Calvo        |            |
| Cristina Camisón   |            |
| Dafne Fernández    |            |
| Ana Frau           |            |
| Jesús Olmedo       |            |
| Celia Bermejo      |            |
| Rafael Quirós      | Valentin   |
| Asier Fernández    |            |
| Lino Chacon        |            |
| Miguel Ángel López |            |
| Juanjo Ortega      |            |
| Rafael Martínez    |            |
| Julián Ortega      |            |
| Sergio García      |            |
| Carmen Segarra     |            |
| César Varona       |            |
| Esperanza Gallut   | Secretaria |
| Nacho San Pedro    |            |
| Cristina García    |            |

## Comentarios
- És la segunda película del director Salvador García Ruiz, tras Mensaka.
- Está basada en una novela homónima de Elvira Lindo.
- Se presentó en el Festival de Cine de San Sebastián 2000.

## Premios
Medallas del Círculo de Escritores Cinematográficos de 2000
| Categoría            | Candidato            | Resultado |
| -------------------- | -------------------- | --------- |
| Mejor guion adaptado | Salvador García Ruiz | Ganador   |